# Atalidska dinastija
Atalidi su bili helenistička vladarska kuća koja je od 282. do 133. pr. Kr. vladala gradom Pergamom i istoimenim kraljevstvom. Ime su dobili po Atalu, ocu Filetera, velikodstojnika na dvoru Lizimaha, jednog od nasljednika Aleksandra Velikog. Fileter je postavljen na čelo Pergama, gdje se nalazila Lizimahova riznica, a 282. pr. Kr. prešao je na stranu Seleuka I. Nikatora. Fileter, koji je bio eunuh, posvojio je svog nećaka Eumena koji je poslije naslijedio prijestolje. 230. pr. Kr. Atal I. je nakon pobjede nad Galima proglasio neovisnost od Seleukovića. Dinastija je prestala postojati nakon što je 133. pr. Kr. kralj Atal III. oporukom vlast ostavio Rimskoj Republici, koja je područje Pergamskog kraljevstva uklopila u Rimsku provinciju Aziju.

## Pergamska dinastija
- Fileter (282. pr. Kr.–263. pr. Kr.)
- Eumen I. (263. pr. Kr.–241. pr. Kr.)
- Atal I. Soter (241. pr. Kr.–197. pr. Kr.)
- Eumen II. (197. pr. Kr.–159. pr. Kr.)
- Atal II. Filadelf (160. pr. Kr.–138. pr. Kr.)
- Atal III. (138. pr. Kr.–133. pr. Kr.)
- Aristonik (Eumen III.) (133. pr. Kr.–129. pr. Kr.)